# Lex Baiuvariorum
Romano-germain
Droit du haut Moyen Âge

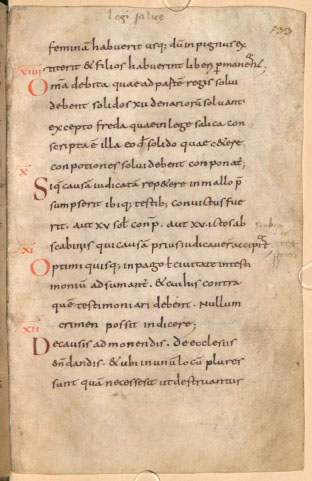
Extrait de la Lex Baiuvariosum Missorum daté de l'an 803

La Lex Baiuvariorum (Lex Baiuwariorum, Lex Bajuvariorum, ou Lex Baivariorum) est un recueil des lois tribales des Bavarii du VIe au VIIIe siècle. La première d’édition a été faite par Eberswind, premier abbé de Niederaltaich, en 741 ou 743. Le duc Odilon, fondateur, complète le code autour de 748. Il s'agit d'un des organes les mieux connus de la loi tribale germanique.
Certaines parties de la Lex Baiuvariorum sont identiques aux dispositions du code wisigothique d'Euric et de la Lex Alamannorum. La loi bavaroise est par conséquent plus tardive que celle des Alamans. Elle date incontestablement d'une période où l'autorité des Francs était très forte en Bavière, où les ducs étaient des vassaux des rois Francs. Immédiatement après la révolte de la Bavière en 743, le duc de Bavière Odilon a été contraint de se soumettre à Pépin le Bref et Carloman, fils de Charles Martel, et de reconnaître la suzeraineté des Francs. C'est aussi à cette époque qu'a été établie par Boniface de Mayence l'église de Bavière, et que le pays fut divisé en plusieurs évêchés : on trouve de fréquentes références à ces évêques dans la Lex Baiuvariorum. Nous savons d'autre part que la loi est antérieure au règne de duc Tassilon III (749-788). Sa date d’édition doit donc être placée entre 743 et 749.
Wilhelm Störmer affirme que si la Lex Baiuvariorum utilise certaines règles identiques à celles des textes wisigoths et alamani, certains textes synodaux et le Livre des Traditions de Freising indiquent qu'il ne peut pas en être une simple copie. K. Reindels affirme que la loi aurait pu être développée par étapes, en commençant par le règne de Thibert Ier (539-548), jusqu'à la version que nous connaissons aujourd'hui, créé pendant le règne d’Odilon. Ce qui est certain est que la Lex Baiuvariorum a été créé à l'initiative des suzerains Francs.
La Lex Baiuvariorum se compose essentiellement d’actes individuels des pénalités à verser en espèces à la victime ou famille de la victime ainsi qu'au trésor public. Beaucoup de manuscrits existants sont de petit format, une indication claire que le livre des droits était à portée de main quand le seigneur rendait la justice. Le texte est écrit en latin.
La Lex Baiuvariorum est divisé en 23 règles. Les règles 1 à 6 réglementent le droit des rangs et statuts sociaux. Les règles 7 à 23 offrent les décisions juridiques sur le droit pénal et privé.
1. Le clergé et les droits de l'église : Protection de l'église, des hommes d'esprits, de ses gens et ses biens y compris ses serviteurs et ses domaines.
2. Le duc et sa charge : Protection du duc, de son charge et de ses opérations militaires.
3. Cette partie stipule que les dirigeants de la Bavière doivent être choisis parmi les Agilolfings, la principale famille noble. Les autres familles dirigeantes sont : Huosi (de), Trozza (de), Fagana, Hahilinga (de) et Ariona.
4. La protection des hommes libres. Sous l’appellation libre, la Lex Baiuvariorum fait une distinction entre ceux qui sont libres et ceux qui ont été mis en liberté. Les amendes pour avoir enfreint la loi varient selon le statut des personnes concernées : libres, libérés ou non-libres.
5. Au sujet des esclaves libérés et comment ils devraient recevoir une amende
6. Au sujet des serviteurs et comment ils peuvent être condamnés à une amende
7. Au sujet de l’interdiction des mariages incestueux
8. Au sujet des femmes et des affaires juridiques qui se produisent souvent. Tout d'abord, les amendes et cas d'homicides légitimes liés aux actes d’infidélité ou d’adultère des femmes (célibataires ou mariées). Règle aussi la question des amendes encourues par les hommes (célibataire ou marié) pour mauvaise conduite et viol des femmes.
9. Au sujet du vol
10. Au sujet d'incendies dans les maisons
11. Au sujet de la violence
12. Au sujet des bornes endommagées
13. Au sujet des promesses
14. Au sujet de la vermine
15. Au sujet des choses confiées (et empruntées)
16. Au sujet des ventes
17. Au sujet des témoins
18. Au sujet des combattants
19. Au sujet de la mort et de ce qui s'y rapporte
20. Au sujet des chiens et des amendes (qu'encourent leurs maîtres)
21. Au sujet des faucons et des oiseaux
22. Au sujet des vergers, des forêts et des abeilles
23. Au sujet des porcs

Ces lois sont restées en vigueur jusqu'en 1180. Le manuscrit le plus ancien date d'environ 800 et est en la possession de la bibliothèque de l'Université de Munich.